# Emi Kawabata
Emi Kawabata (川端 絵美?, Kawabata Emi; Sapporo, 13 febbraio 1970) è un'ex sciatrice alpina giapponese.

## Biografia
Specialista delle prove veloci, Emi Kawabata esordì in campo internazionale ai Mondiali juniores di Bad Kleinkirchheim 1986. Due anni dopo, diciottenne, partecipò ai XV Giochi olimpici invernali di Calgary 1988, classificandosi 14ª nella discesa libera, 24ª nel supergigante, 19ª nello slalom speciale e non completando lo slalom gigante e la combinata. Esordì ai Campionati mondiali a Vail 1989, ottenendo il 5º posto nella discesa libera e l'11º nella combinata; nel 1991, ai Mondiali di Saalbach-Hinterglemm, fu 8º nella combinata del 31 gennaio; poco più tardi, il 24 febbraio a Furano, ottenne il primo piazzamento in Coppa del Mondo (15ª in supergigante).
Ai XVI Giochi olimpici invernali di Albertville 1992 fu 11ª nella discesa libera, 31ª nel supergigante, 13ª nella combinata e non concluse lo slalom gigante; alla sua ultima presenza iridata, Morioka 1993, si piazzò 29ª nella discesa libera, 32ª nel supergigante e 30ª sia nello slalom gigante, sia nello slalom speciale. Nella stagione 1993-1994 a Sankt Anton am Arlberg ottenne il suo unico podio in Coppa del Mondo: 3ª nella discesa libera del 18 dicembre; partecipò quindi per l'ultima volta ai Giochi olimpici invernali e a Lillehammer 1994 fu 21ª nella discesa libera, 24ª nel supergigante e 17ª nella combinata. Si ritirò al termine della stagione, ventiquattrenne; la sua ultima gara in Coppa del Mondo fu il supergigante di Mammoth Mountain del 9 marzo, chiuso al 41º posto.

## Palmarès

### Coppa del Mondo
- Miglior piazzamento in classifica generale: 58º nel 1992
- 1 podio:
  - 1 terzo posto

### Coppa Europa
- Vincitrice della classifica di supergigante nel 1989

### Campionati giapponesi
- 3 medaglie (dati parziali):
  -  3 ori (discesa libera nel 1988; discesa libera nel 1991; discesa libera nel 1992)[senza fonte]